# ARP Chroma
L'ARP Chroma o Rhodes Chroma è un sintetizzatore musicale analogico polifonico e politimbrico.
Nel 1982 la ARP Instruments, casa produttrice americana con grande tradizione di attenzione all'innovazione e all'impiego di alta tecnologia negli strumenti musicali elettronici, mise sul mercato un prodotto notevolmente innovativo, denominato Chroma.
Si tratta dell'ultimo strumento fabbricato dalla casa americana, che avrebbe dovuto risollevare le sorti dell'azienda, pesantemente minacciate dall'alto costo della ricerca e sviluppo dei propri prodotti (in particolare l'ARP Avatar). Ma anche lo sviluppo di questo strumento risultò costoso e costrinse i manager a cedere azienda e prodotto alla Fender, che lo commercializzò per poco tempo, decretando la fine del marchio.

## Tastiera
La tastiera del Chroma è a 64 tasti in legno, prodotta da Fender. È caratterizzata da una maggiore leggerezza rispetto al pianoforte, ma da un'articolazione espressiva molto superiore alle tastiere in plastica; l'action non riesce a riprodurre lo scappamento del pianoforte, ma restituisce una buona risposta e permette grande espressività. È sensibile alla velocità e, solo in una dozzina (pare) di esemplari in origine, e attualmente con l'installazione di un kit dedicato, anche alla pressione con modalità polifonica.

## Polifonia e politimbricità
Lo strumento impiega sedici oscillatori controllati in tensione (VCO, Voltage-controlled oscillators, sedici VCF e sedici VCA distribuiti su otto schede, organizzabili liberamente scegliendo fra sedici differenti schemi, che includono monofonia unison/share, polifonia 8 voci doppie, filtri in serie (doppia pendenza) e in parallelo (doppia frequenza di taglio), sync fra VCO, ring modulation.
I VCO impiegano la tecnica charge-pump, garantendo una precisione ed una stabilità pressoché sconosciute negli strumenti analogici in generale: il Chroma esegue la procedura di auto-tune in pochi secondi, individuando solo due punti nella curva di intonazione di ogni VCO; questo è sufficiente ad avere lo strumento perfettamente libero da stonature e anche solo da battimenti alle alte frequenze. Se una scheda non dovesse riuscire ad intonarsi, viene temporaneamente esclusa dal sistema dietro indicazione sul piccolo display alfanumerico, permettendo al musicista in contesto dal vivo di suonare immediatamente lo strumento, anche se con una o due voci in meno.
È disponibile lo split di tastiera liberamente assegnabile, con trasposizione di +/- 1 ottava delle rispettive sezioni.

## Gestione a microprocessore
Lo strumento è gestito completamente da un microprocessore Motorola 68B09. L'interfaccia fra la sezione digitale e quella analogica è realizzata mediante un convertitore digitale-analogico (DAC) a 12 bit il cui voltaggio di riferimento viene a sua volta prodotto da un DAC a 8 bit; la conversione da analogico a digitale per le varie tensioni di controllo impiega un ADC0809, con una risoluzione di 8 bit.
Tutte le tensioni di modulazione dello strumento sono simulate dalla CPU, sommate algebricamente sulle rispettive destinazioni e solo alla fine convertite nell'unica tensione analogica che raggiungerà il dispositivo controllato in tensione. Le sorgenti di modulazione includono oscillatori a bassa frequenza (LFO), ADSR e combinazione di essi, sempre simulate dalla CPU.

## Interfaccia per computer
Lo strumento dispone di un'interfaccia per registratore a cassette, allo scopo di memorizzare le 50 patches programmate, scaricandole sia singolarmente che in blocco. Inoltre è presente un'inusuale interfaccia DB-25 destinata a connettersi (in origine) ad un computer Apple per gestire la multitimbricità (la progettazione dello strumento precede lo standard MIDI di almeno due anni).

## Espandibilità
L'interfaccia per computer può essere collegata anche al Chroma Expander, una replica dello strumento priva di tastiera.

## Interfaccia utente
In questo strumento così rivoluzionario, non poteva certo mancare la novità anche nell'interfaccia utente. Il Chroma sorprende per la quasi totale assenza di controlli tradizionali: sul pannello troviamo un solo slider per i parametri dei valori da programmare, tre slider per i controlli di tono, uno per il volume, uno per l'intonazione dello strumento, un display numerico a due cifre per visualizzare la patch in uso, un display alfanumerico del tipo 7-segment per i parametri di lavoro ed i messaggi di sistema, e un notevole numero di flat-panel switches, o pulsanti a membrana. Per avere un buon controllo dello strumento anche in situazioni dal vivo; un tapper fornisce una risposta meccanica (un colpo dietro al pannello) alla pressione dei pulsanti a membrana, confermando l'azionamento del tasto.
L'accesso ai 50 parametri è piuttosto scomodo, poiché questi sono indicati numericamente sul display ed il rispettivo valore può richiedere frequenti consultazioni del manuale di programmazione.
I controlli estemporanei comprendono: due leve con ritorno a molla sulla sinistra della tastiera, due pedali per valori progressivi, un doppio pedale in ottone tipo pianoforte e, in una dozzina (pare) di esemplari, anche l'aftertouch polifonico; tutti i controlli sono liberamente assegnabili a qualsiasi tipo di controllo. Uno switch a pedale permette l'avanzamento di una sequenza programmabile di patches.
Le uscite di segnale sono numerose: un'uscita a basso livello di tipo XLR ed una ad alto livello, oltre a quattro bus di uscita per ripartire le voci secondo schemi articolati, permettendo il routing verso effetti esterni o la loro distribuzione nel fronte sonoro stereofonico.
Non è presente un'uscita per cuffia e non ci sono effetti di nessun tipo a bordo.

## Retrofit
Numerosi appassionati di questo particolare strumento si sono riuniti in una sorta di Users Group, dando vita ad alcuni componenti per ripristinare o potenziare il Rhodes Chroma, nello spirito di conservare il più possibile le peculiarità dello strumento senza alterazioni della sua natura prettamente analogica.
Le modifiche sono realizzate in kit premontati, per consentire anche agli utenti meno esperti la loro installazione.
Le soluzioni attualmente disponibili sono:
SPSU Kit: l'alimentatore originale, del tipo lineare, è soggetto al naturale deperimento dei componenti, causando instabilità o impossibilità di intonazione, o addirittura problemi all'avvio. Il kit sostituisce tutto l'alimentatore originale con un moderno alimentatore switching, corredato di circuito di soft-boot per l'inizializzazione della logica. La sua adozione inoltre presenta una serie di benefici accessori:
- lo strumento pesa 3 kg in meno
- nessun campo magnetico disperso
- nessun ronzio
- nessuna vibrazione
- minor riscaldamento all'interno dello strumento, origine di variazioni nell'intonazione

CC+: la scheda CPU originale montava un processore ormai obsoleto, conservando il firmware in una batteria di otto EPROM dal forte assorbimento di corrente; le memorie dei 50 preset erano conservate mediante due pile AA, che spesso si esaurivano e producevano acido, che corrodeva il circuito anche con danni seri. Il nuovo circuito processore adotta la tecnologia CMOS, quindi bassissimo consumo, nessuna batteria necessaria e maggiore velocità di calcolo. Le memorie dei preset sono state organizzate in quattro banchi da 50 memorie ciascuno, per un totale di 200 timbri richiamabili all'istante. Sono state ottimizzate porzioni di codice ed è stata implementata un'interfaccia MIDI particolarmente completa, con supporto SysEx. Il kit dispone di una connessione MIDI esterna opzionale. Con l'inserimento di un controller di porta seriale (UART 16550) è possibile collegare un display alfanumerico  da 4 righe per 20 caratteri, in grado di visualizzare il nome e il valore del parametro attualmente in fase di modifica, semplificando così enormemente l'accesso ai dati di programmazione, che in precedenza richiedeva una continua consultazione dei manuali dello strumento.
Aftertouch polifonico: attualmente dotazione di pochissime tastiere elettroniche (es. Sequential Prophet T8, Roland A-50/A-80, GEM S2/S3, Yamaha CS-80), l'aftertouch polifonico permette di dosare un parametro estemporaneo aumentando la pressione sui tasti; la versione polifonica prevede che ogni tasto abbia il proprio controllo diretto sulla voce suonata, indipendentemente da tutte le altre note. Il kit è realizzato con una serie di sensori appositamente costruiti da un'azienda leader nel settore. Il firmware del Rhodes Chroma è già provvisto in origine delle routine necessarie alla sua lettura ed impiego nella modulazione dei vari parametri, mentre la tastiera in legno dispone già di un montante di arresto per i tasti, utile ad ospitare i sensori di pressione senza alterarne le caratteristiche di tocco.

## Conclusioni
Si tratta di uno strumento di culto, a cominciare dall'elevatissimo costo iniziale (16,5 milioni di lire del 1982), del quale esistono tuttora numerosi esemplari oggetto di frequente restauro e piccole modifiche di miglioramento.
Il sito www.rhodeschroma.com , gestito da Chris Ryan, è una vera miniera di informazioni sullo strumento.

## Musicisti che lo hanno usato
- Herbie Hancock
- Joe Zawinul